# Coleura seychellensis
Coleura seychellensis е вид бозайник от семейство Emballonuridae. Видът е критично застрашен от изчезване.

## Разпространение
Разпространен е в Сейшели.